# Древногръцки календар
В Древна Гърция са се използвали различни лунно-слънчеви календари, всеки от които с различно начало и специфични начини за коригиране в различните полиси. Аристоксен, един от учениците на Аристотел пише: „Десетият ден на месеца за коринтяните е пети ден за атиняните и осми за някои други“.
В Атина за начало на годината се е приемало първото новолуние след лятното слънцестоене. Продължителността на месеците, които се на декади, била 29 или 30 дни. Така годината имала 6 непълни (29 дни), 6 пълни (30 дни) и понякога 1 вмъкнат месец от 30 дни, за да се изравни със слънчевата година. Дните в първата декада се броели на от първи до десети, следващите девет се наричали „първи след десетия, втори след десетия“ и т.н., а останалите се броели в обратен ред: „девети от края на месеца, осми от края на месеца“ и т.н.

## Съответствия
Използваните в древна Атина имена на месеците и техните съответствия, започвайки от юли:
- Хекатомбайон – юли
- Метагейтнион – август
- Боедромион – септември
- Пианепсион – октомври
- Маймактерион – ноември
- Посейдеон – декември
- Гамелион – януари
- Антестерион – февруари
- Елафеболион – март
- Мунихион – април
- Таргелион – май
- Скирофорион – юни

Допълнителният месец между Посейдеон и Гамелион е евентуално Посейдеон II.
Някои от имената на месеците в другите полиси съвпадали с атинските, други – не.
Делос
- Хекатомбайон – юли
- Метагейтнион – август
- Буфонион – септември
- Апатурион
- Аресион
- Посейдеон
- Ленейон
- Иерос
- Галаксион
- Артемисион
- Таргелион
- Панамос*

Милет
- Панемос
- Метагейтнион
- Боедромион
- Пианопсион
- Апатурион
- Посидеон
- Ленеон
- Антестерион
- I. Артемисион
- Тауреон
- Таргелион
- Каламайон

Делфи
- I. Апелай
- Букатий
- Боат
- Хераий
- Диадофорий
- Поетропий*
- Амалий
- Бисий
- Теоксений
- Ендиспоетропий
- Хераклий
- Илай

Етолия
- Лапарий
- Паамос
- I. Прококлий
- Атанаий
- Букатий
- Диос*
- Евсей
- Хомолой
- Гермей
- Дионисий
- Агией
- Хиподромий

Тесалия
- Филик
- I. Итоний
- Панемос
- Темистий
- Агагилий
- Хермей
- Аполоний*
- Лесхонарий
- Априос
- Тисий
- Хомолий
- Хиподромий

Беотия
- Хиподромий
- Панамос
- Памбоетий
- Даматрий
- Алакомений*
- I. Букатий
- Хермей
- Простатерий
- Агриоеий
- Тиоий
- Гомолой
- Тейлутий

Родос
- Панам
- Карней
- Далий
- I. Тесмофорий
- Диостий
- Теудесий
- Педагейтний
- Бадромий
- Сминтий
- Артамитий
- Аграиний
- Хиацинтий

Епидавър
- I. Азосий
- Карней
- Проратий
- Хермей
- Гамос
- Телос
- Посидоний
- Артамитий
- Агрианий
- Панам
- Киклий
- Апелай

Кос
- Панам
- Далий
- Алсей
- I. Карней
- Теудесий
- Петиагейтний
- Кафисий
- Бадромий
- Херастий
- Артамитий
- Агрианий
- Хиацинтий

Македония
- Лой
- Горпай
- Хиперборетай
- I. Диос
- Апелайос
- Ауднайос
- Феритий
- Дистрос
- Ксандик
- Артемисий
- Дайсий
- Панем

## Имената
Имената на месеците обикновено идвали от празниците, които се отбелязват в съответния месец. Примерно Скирофорион идва от Скирофориите, празници в чест на Атина Скирада. Таргелион, от празниците в чест на Аполон и Артемида, като покровители на жаркото лято.